# Hymenophyllum fragile
Hymenophyllum fragile är en hinnbräkenväxtart som först beskrevs av Johann Hedwig, och fick sitt nu gällande namn av Morton. Hymenophyllum fragile ingår i släktet Hymenophyllum och familjen Hymenophyllaceae. Utöver nominatformen finns också underarten H. f. venustum.